# Marianne Backlén

Marianne Backlén, född 29 februari 1952 i Helsingfors, är en finlandssvensk författare. Hon har studerat litteratur- och religionsvetenskap, engelska och sociologi på universitetet i Helsingfors. Tillsammans med en grupp unga författare var hon år 1975-77 med och den finlandssvenska litteraturtidskriften Fågel Fenix. År 1974 gav hon ut en diktsamling men övergick sedan till att skriva prosa. Hennes första roman heter Minnet av Michael (1975). För romanen Eldfågelns dans belönades hon 2011 med Svenska Yles litteraturpris.
Backlén har länge varit verksam i Finlands PEN.